# Joseph Ducaju
Joseph Ducaju (Anversa, 31 agosto 1823 – Anversa, 5 luglio 1891) è stato uno scultore e pittore belga.
Come pittore realizzò delle scene di genere e della storia del Belgio.

## Biografia

### Famiglia e formazione
Joseph-Jacques (Josephus Jacobus) Ducaju, nato ad Anversa il 31 agosto del 1823, era il figlio del cartografo Alexander Jacobus e di Maria Elisabeth De Beukelaer. Dal 1843 al 1847 studiò all'accademia reale di belle arti di Anversa e frequentò lo studio di Joseph Geefs. Nel maggio del 1846, l'accademia di Anversa gli assegnò un premio di scultura e di modellazione.

### Carriera

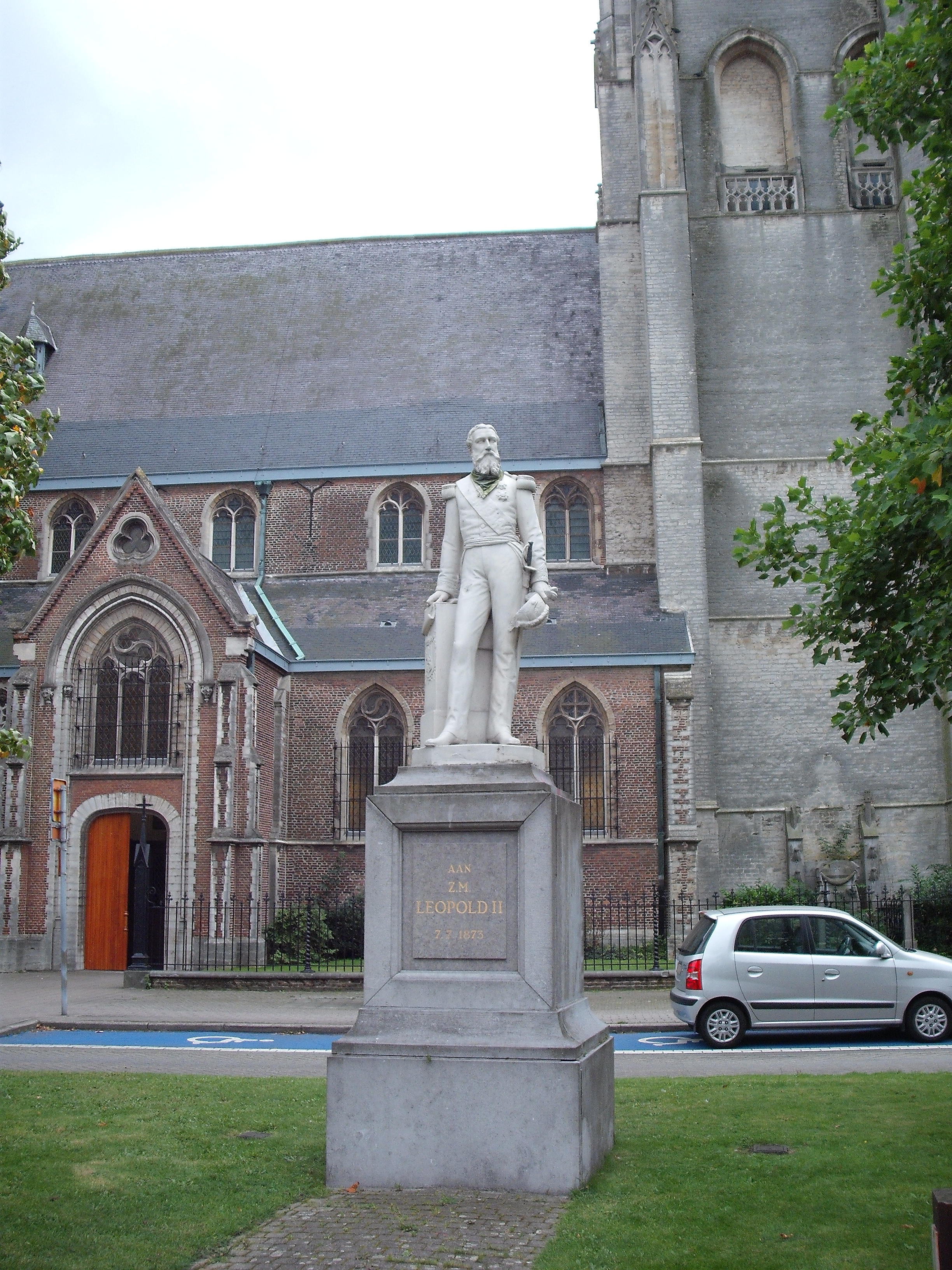
La statua di Leopoldo II ad Anversa, rimossa nel 2020

Joseph Ducaju si dedicò alla scultura e alla pittura storica. Fu uno degli artisti convocati per creare le statue delle glorie nazionali con cui il neo-formato stato belga desiderava affermare la sua identità, come le sculture ritraenti il capo gallico Boduognato (una versione venne esposta al Salone di Bruxelles del 1848, dove ricevette una medaglia di vermeil), o quella del pittore David Teniers. Realizzò anche dei busti dei membri della famiglia reale, come quelli del re Leopoldo II, del conte di Fiandra e della principessa Carlotta, oltre alla statua di grès ritraente Leopoldo II in piedi, innalzata a Ekeren nel 1873 e rimossa nel 2020.
Fu anche l'autore del busto colossale di Temi con l'elmo (1880) che pesa 25 tonnellate e che sormonta il frontone del palazzo di giustizia brussellese. Oltre a essere uno scultore, ottenne successo anche come pittore ed espose, in particolare, un Miracle des roses al Salone di Bruxelles del 1860 e poi l'Ambiorix vaincu al Salone brussellese del 1872.
Dopo la morte della prima moglie Maria Isabella Ulrichs, Ducaju convolò a seconde nozze con Maria Stephania Broeckx. Morì ad Anversa nella sua casa lungo la rue de la Porte Saint-Joris, all'età di 67 anni, il 5 luglio del 1891.

## Galleria d'immagini

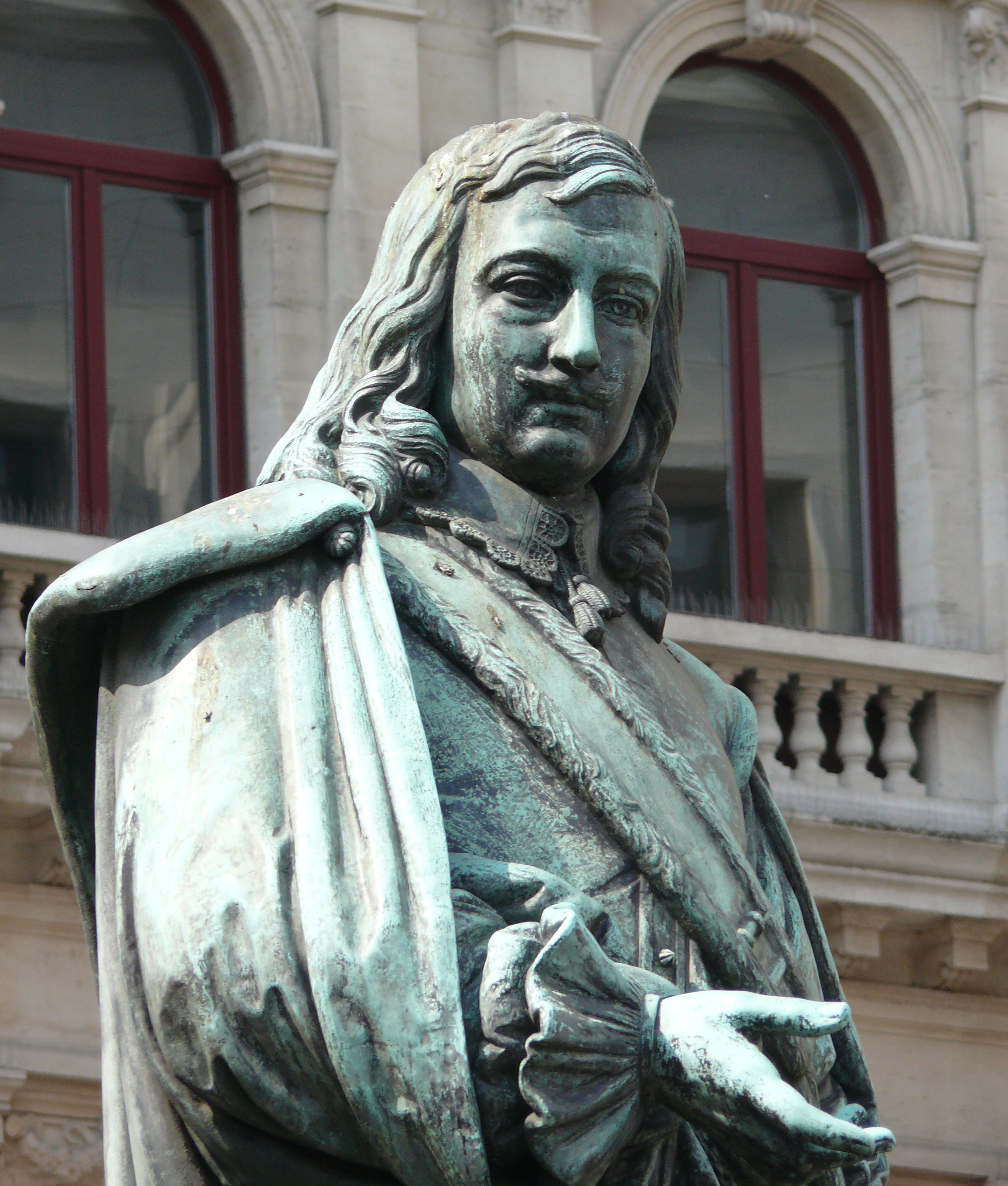
David Teniers (1865 circa)
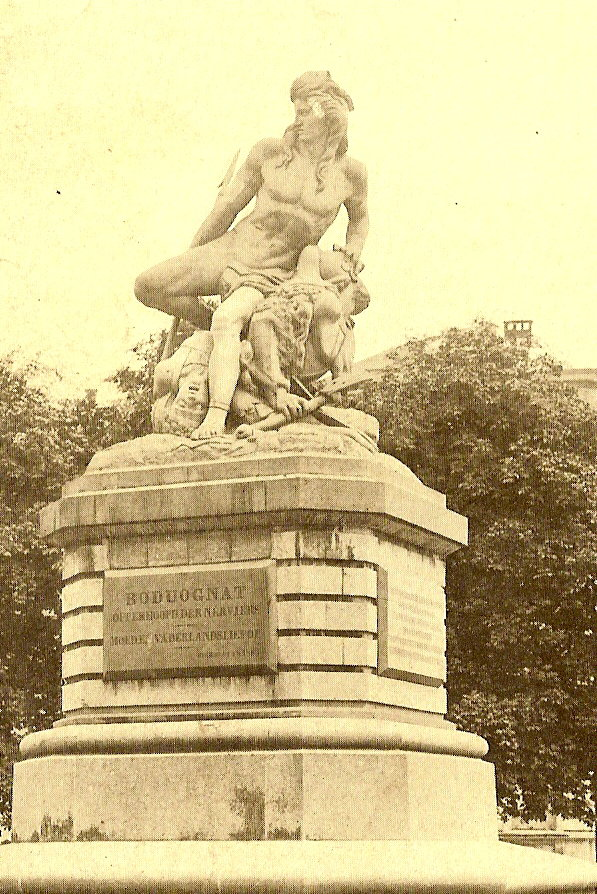
Boduognato (1865), statua distrutta nel 1954
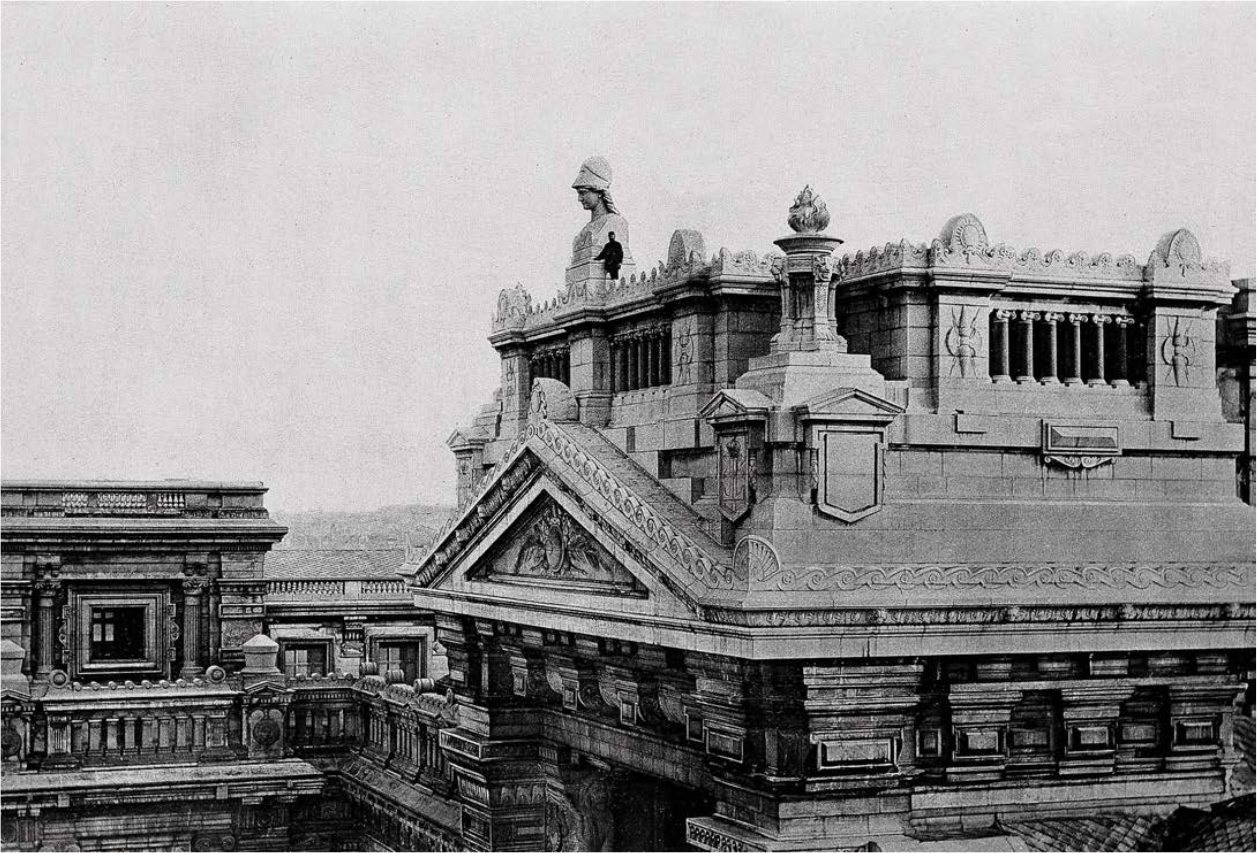
Temi con l'elmo (1880)
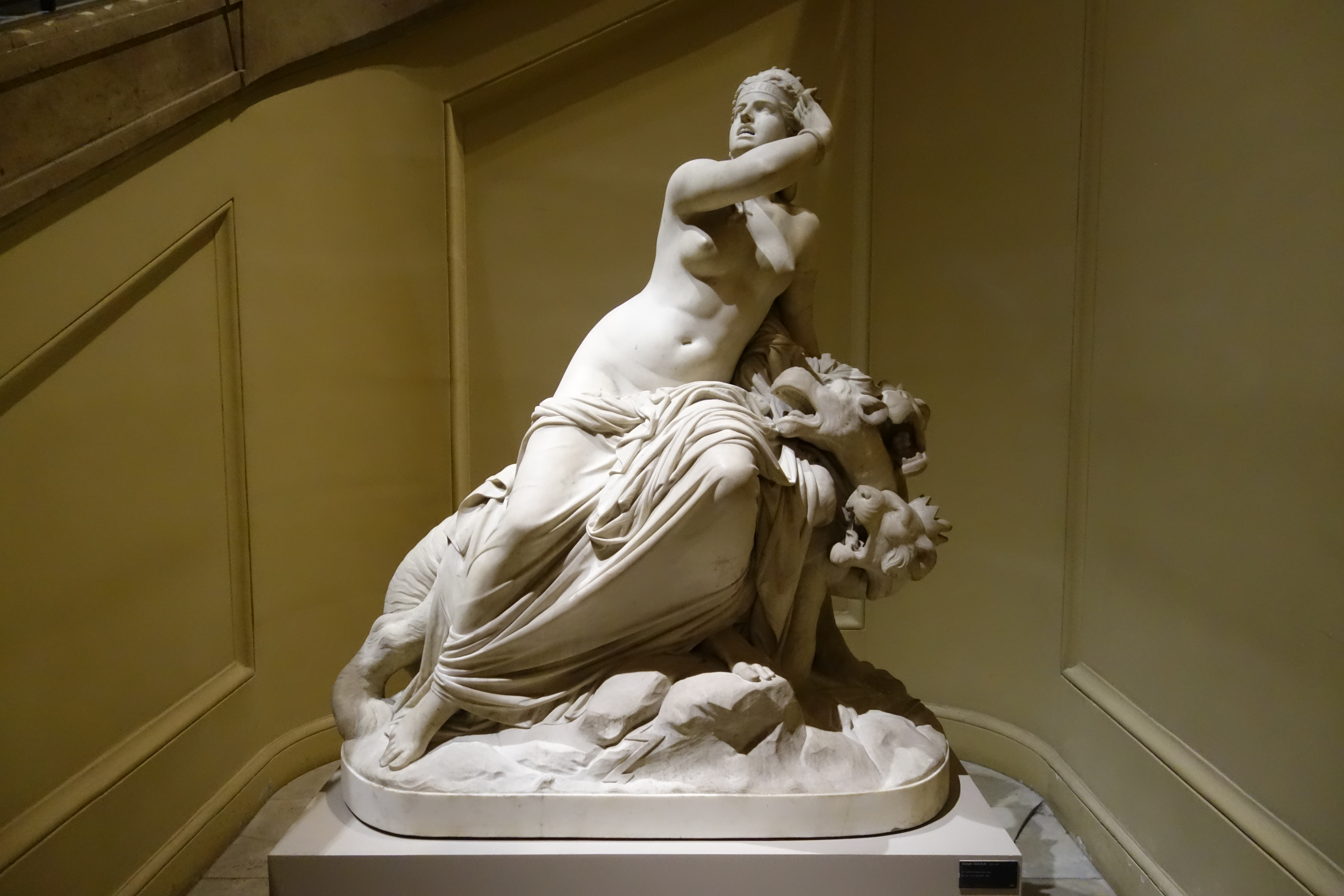
Babilonia (1884)